# Bobby Bumps

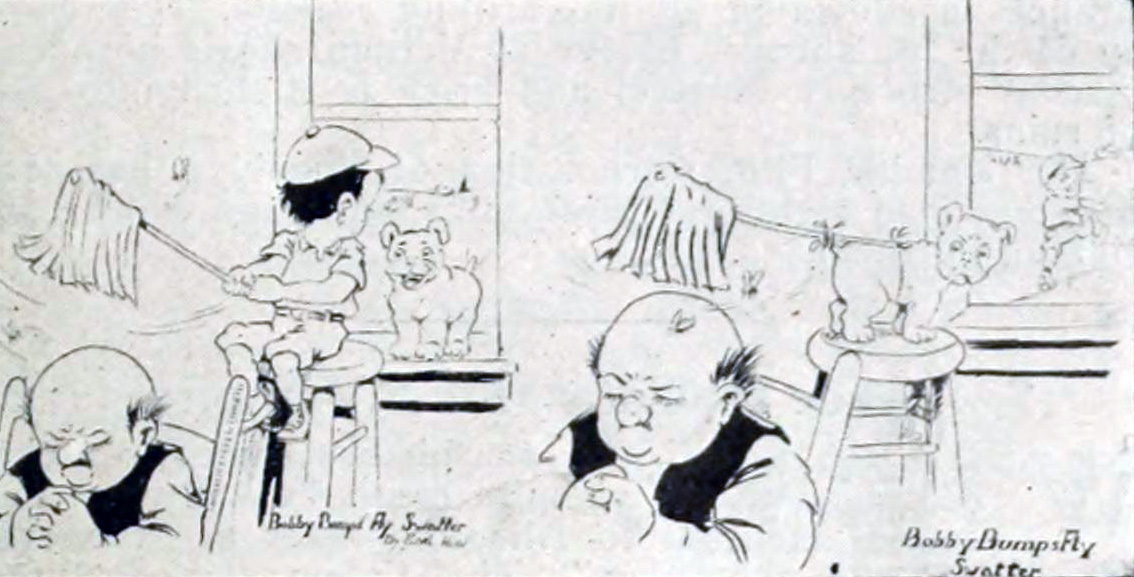
Bobby Bumps Fly Swatter (1916)

Bumps Bobby era il personaggio principale di una serie di cortometraggi animati muti prodotti principalmente dalla Bray Productions dal 1915 al 1925. Ispirato dal fumetto Buster Brown di Richard Felton Outcault e dalla striscia a fumetti di Earl Hurd: Brick Bodkins.
L'ideatore della serie è stato Earl Hurd.

## Trama episodi
Bobby Bumps era un ragazzino che, accompagnato dal suo cane Fido, regolarmente si ficcava in guai di ogni genere.

## Tecnica
La serie va menzionata soprattutto per essere stata la prima serie d'animazione a usare la tecnica del rodovetro o cel.

## Produzione
Nel 1915 la serie fu prodotta dalla Universal poi dal 1916 al 1919 dalla Bray Productions ,seguita poi negli anni fino al 1925 dalla Paramount e dalla Educational Film Exchange.

## Galleria d'immagini
- Bobby Bumps Starts a Lodge (1916)
- Bobby Bumps and the Stork (1917)
- Bobby Bumps Starts For School (1917)
- Bobby Bumps' Fourth (1917)
- Bobby Bumps puts a Beanery on the Bum (1918)
- Bobby Bumps in Their Master's Voice (1921)

## Filmografia

### 1915
- Bobby Bumps Gets Pa's Goat
- Bobby Bumps Adventures

### 1916
- Bobby Bumps Gets a Substitute
- Bobby Bumps Goes Fishing
- Bobby Bumps' Fly Swatter
- Bobby Bumps and the Detective Story
- Bobby Bumps Loses His Pup
- Bobby Bumps and the Stork
- Bobby Bumps Starts a Lodge
- Bobby Bumps Helps Out a Book Agent
- Bobby Bumps Queers a Choir
- Bobby Bumps at the Circus

### 1917
- Bobby Bumps in the Great Divide
- Bobby Bumps Adopts a Turtle
- Bobby Bumps, Office Boy
- Bobby Bumps Outwits the Dognatcher
- Bobby Bumps Volunteers
- Bobby Bumps, Daylight Camper
- Bobby Bumps, Submarine Chaser
- Bobby Bumps' Fourth
- Bobby Bumps' Amusement Park
- Bobby Bumps, Surf Rider
- Bobby Bumps Starts for School
- Bobby Bumps' World Serious
- Bobby Bumps, Chef
- Bobby Bumps: Fido's Birthday
- Bobby Bumps, Early Shopper
- Bobby Bumps' Tank

### 1918
- Bobby Bumps' Disappearing Gun
- Bobby Bumps at the Dentist
- Bobby Bumps' Fight
- Bobby Bumps On the Road
- Bobby Bumps Caught in the Jamb
- Bobby Bumps Out West
- Bobby Bumps Films a Fire
- Bobby Bumps Becomes an Ace
- Bobby Bumps on the Doughnut Trail
- Bobby Bumps and the Speckled Death
- Bobby Bumps, Incubator
- Bobby Bumps in Before and After
- Bobby Bumps Puts a Beanery on the Bum

### 1919
- Bobby Bumps: Last Smoke
- Bobby Bumps' Lucky Day
- Bobby Bumps' Night Out with Some Night Owls
- Bobby Bumps' Pup Gets the Flea-enza
- Bobby Bumps: Eel-ectric Launch
- Bobby Bumps and the Sand Lizard
- Bobby Bumps and the Hypnotic Eye
- Bobby Bumps Throwing the Bull

### 1920
- Bobby Bumps, the Cave Man
- Bobby Bumps' Orchestra

### 1921
- Bobby Bumps Checkmated
- Their Master's Voice
- Bobby Bumps Working on an Idea
- Bobby Bumps in Shadow Boxing
- Bobby Bumps in Hunting and Fishing

### 1922
- Railroading
- Bobby Bumps at School

### 1923
- The Movie Daredevil
- Their Love Grew Cold

### 1925
- Bobby Bumps and Company